# Албанска Алтернатива
Албанска Алтернатива (алб. Alternativa Shqiptare) је политичка странка која представља албанску мањину у Црној Гори.
Странку предводи Ник Ђељошај. На парламентарим изборима у Црној Гори, у октобру 2012.године, АА је освојила 1 од 81 посланичких мјеста. Између 2009. и 2016.године, странка је била саставни члан Албанске коалиције.

## Историја
У септембру 2016.године, Албанска Алтернатива се сложила да формира пред-изборну коалицију са Новом Демократском Снагом и Демократском Унијом Албанаца, у припреми за парламентарне изборе 2016. Коалиција је освојила једно посланичко мјесто на изборима, које је дато посланику Нове Демократске Снаге - ФОРЦА.

## Резултати на изборима
| Година | Лидер партије  | Гласова | %     | Мандата | +/-  | Коалиција | Влада            |
| ------ | -------------- | ------- | ----- | ------- | ---- | --------- | ---------------- |
| 2006.  | Васељ Сиништај | 2.656   | 0,78% | 1 / 81  | Ново | —         | Опозиција        |
| 2009.  | Ђерђ Цамај     | 2.898   | 0,9%  | 0 / 81  | ▼1   | AA–DS     | Ванпарламентарна |
| 2012.  | Ђерђ Цамај     | 3.824   | 1,05% | 1 / 81  | ▲1   | AK        | Опозиција        |
| 2016.  | Ник Ђелошај    | 3.394   | 0,89% | 0 / 81  | ▼1   | AO        | Ванпарламентарна |
| 2020.  | Ник Ђелошај    | 6.488   | 1,58% | 0 / 81  | —    | AL        | Ванпарламентарна |
| 2023.  | Ник Ђелошај    | 5.767   | 1,91% | 1 / 81  | ▲1   | AF        | Влада            |